# Hypocassida
Genre
Hypocassida est un genre d'insectes coléoptères de la famille des Chrysomelidae.

## Espèces rencontrées en Europe
- Hypocassida cornea (Marseul, 1868)
- Hypocassida grossepunctata Bordy, 2008
- Hypocassida meridionalis (Suffrian, 1844).
- Hypocassida subferruginea (Schrank, 1776).

## Liste d'espèces
Selon Catalogue of Life (29 août 2014) :
- Hypocassida convexipennis
- Hypocassida cornea
- Hypocassida grossepunctata
- Hypocassida meridionalis
- Hypocassida subferruginea

Selon ITIS (29 août 2014) :
- Hypocassida convexipennis Borowiec, 2000
- Hypocassida cornea (Marseul, 1868)
- Hypocassida grossepunctata Bordy, 2008
- Hypocassida meridionalis (Suffrian, 1844)
- Hypocassida subferruginea (Schrank, 1776)